# Β-硅基效应

所謂的β-矽基效應又稱為矽基的超共軛效應，在有機化學裡屬於一種特殊類型的超共軛效應，描述矽原子於從一個碳陽離子移開的位置（為β碳）所形成的一穩定作用。前提條件是這兩個基團之間的關係扭轉角為180度。矽基超共軛效應可由化學動力學和與含矽反應物的有機反應的立體結構來解釋。

這個效應為方案一所描繪的結構3或是在結構1的分子軌道的重疊，在古典超共軛效應中可以解釋成空的p軌道的碳陽離子和填充σ鍵分子軌道的矽-碳鍵的之間的穩定重疊。

α矽基效應是一個不穩定的反應，為一個矽原子在帶部分正電荷的鄰近反應中心旁的反應。
這反應是由Frank C. Whitmore開始研究的，乙基三氯矽烷（方案二）被氯化藉由硫醯氯當氯供體和過氧化苯甲醯作為自由基引發劑發生自由基取代，而氯化物會在α位進行單取代（只占28％，由於甲矽烷基的立體阻礙），其他主要在β位進行。

藉由加入氫氧化鈉到α位取代化合物，將只有矽基氯基團被取代，而不是碳氯基團。另一方面將強鹼加入到β位取代的化合物反而會發生乙烯的消除反應。
在另一組實驗中（方案三）的氯化作用被重複使用在正丙基三氯矽烷上，α加成物和γ加合物是抗水解的，但β-加合物的氯基團會被羥基基團所取代。
另外,矽基效應還會表現在某些化合物的特性上。
N-(三甲基矽基)甲胺（Me3SiCH2NH2）為一個強鹼，他的的共軛酸的pKa（pKa=10.96）比碳的類似物新戊基胺（pKa值=10.21）高。

同樣的情況，三甲基矽基乙酸（pKa值=5.22）和三甲基乙酸（pKa值=5.00）相比為較弱的酸。 